# Europamästerskapen i friidrott 1950
Europamästerskapen i friidrott 1950 var de fjärde Europamästerskapen i friidrott och genomfördes 23 augusti – 27 augusti 1950 i Bryssel, Belgien.

## Förkortningar
- WR = Världsrekord
- ER = Europarekord
- CR = Mästerskapsrekord

## Medaljörer, resultat

### Herrar
| Gren               | Guld                                                                           | Guld         | Silver                                                                 | Silver  | Brons                                                                    | Brons   |
| 100 meter          | Etienne Bally Frankrike                                                        | 10,7         | Franco Leccese Italien                                                 | 10,7    | Vladimir Sucharev Sovjetunionen                                          | 10,7    |
| 200 meter          | Brian Shenton Storbritannien                                                   | 21,5         | Etienne Bally Frankrike                                                | 21,8    | Jan Lammers Nederländerna                                                | 22,5    |
| 400 meter          | Derek Pugh Storbritannien                                                      | 47,3 (CR)    | Jacques Lunis Frankrike                                                | 47,6    | Lars-Erik Wolfbrandt Sverige                                             | 47,9    |
| 800 meter          | John Parlett Storbritannien                                                    | 1.50,5 (CR)  | Marcel Hansenne Frankrike                                              | 1.50,7  | Roger Bannister Storbritannien                                           | 1.50,7  |
| 1 500 meter        | Wim Slijkhuis Nederländerna                                                    | 3.47,2 (CR)  | Patrik ElMabrouk Frankrike                                             | 3.47,8  | William Nankeville Storbritannien                                        | 3.48,0  |
| 5 000 meter        | Emil Zátopek Tjeckoslovakien                                                   | 14.03,0 (CR) | Alain Mimoun Frankrike                                                 | 14.26,0 | Gaston Reiff Belgien                                                     | 14.26,2 |
| 10 000 meter       | Emil Zátopek Tjeckoslovakien                                                   | 29.12,0 (CR) | Alain Mimoun Frankrike                                                 | 30.21,0 | Väinö Koskela Finland                                                    | 30.30,8 |
| Maraton            | Jack Holden Storbritannien                                                     | 2:32.13      | Veikko Karvonen Finland                                                | 2:32.45 | Fedrori Vanin Sovjetunionen                                              | 2:33.47 |
| 110 meter häck     | André Marie Frankrike                                                          | 14,6         | Ragnar Lundberg Sverige                                                | 14,7    | Peter Hildreth Storbritannien                                            | 15,0    |
| 400 meter häck     | Armando Filiput Italien                                                        | 51,9 (CR)    | Jurij Litujev Sovjetunionen                                            | 52,4    | Harry Whittle Storbritannien                                             | 52,7    |
| 3 000 meter hinder | Jindrich Roudny Tjeckoslovakien                                                | 9.05,4       | Peter Segedin Jugoslavien                                              | 9.07,8  | Erik Blomster Finland                                                    | 9.08,8  |
| 4 x 100 meter      | Sovjetunionen: Vladimir Sucharjev Lev Kaljajev Levan Sanadse Nikolai Karakulov | 41,5         | Frankrike: Etienne Bally Jacques Perlot Yves Camus Jean-Pierre Guillon | 41,8    | Sverige: Göte Kjellberg Leif Christersson Stig Danielsson Hans Rydén     | 41,9    |
| 4 x 400 meter      | Storbritannien: Martin Pike Leslie Lewis Angus Scott Derek Pugh                | 3.14,4       | Italien: Baldasare Porto Armando Filiput Luigi Paterlini Antonio Siddi | 3.14,5  | Sverige: Gösta Brännström Tage Ekfeldt Rune Larsson Lars-Erik Wolfbrandt | 3.15,0  |
| 10 km gång         | Fritz Schwab Schweiz                                                           | 46.01,8 (CR) | Emile Maggi Frankrike                                                  | 46.16,8 | John Mikaelsson Sverige                                                  | 46.48,2 |
| 50 km gång         | Giuseppe Dordoni Italien                                                       | 4:40.42      | John Ljunggren Sverige                                                 | 4:43.25 | Verner Ljunggren Sverige                                                 | 4:49.28 |
| Höjdhopp           | Alan Paterson Storbritannien                                                   | 1,96         | Arne Åhman Sverige                                                     | 1,93    | Calude Bernard Frankrike                                                 | 1,93    |
| Längdhopp          | Torfi Bryngeirson Island                                                       | 7,32         | Gerard Wessels Nederländerna                                           | 7,22    | Jaroslav Fikejz Tjeckoslovakien                                          | 7,20    |
| Stavhopp           | Ragnar Lundberg Sverige                                                        | 4,30 (CR)    | Valto Olenius Finland                                                  | 4,25    | Jukka Piironen Finland                                                   | 4,25    |
| Trestegshopp       | Leonid Sjtjerbakov Sovjetunionen                                               | 15,39 (CR)   | Valdemar Rautio Finland                                                | 14,96   | Ruhi Sarialp Turkiet                                                     | 14,53   |
| Kulstötning        | Gunnar Huseby Island                                                           | 16,74 (CR)   | Angiolo Profeti Italien                                                | 15,16   | Otto Grigalka Sovjetunionen                                              | 15,14   |
| Diskuskastning     | Adolfo Consolini Italien                                                       | 53,75 (CR)   | Giuseppe Tosi Italien                                                  | 52,31   | Olavi Partanen Finland                                                   | 48,69   |
| Släggkastning      | Sverre Strandli Norge                                                          | 55,71        | Teseo Taddia Italien                                                   | 54,73   | Jiři Dádak Tjeckoslovakien                                               | 53,64   |
| Spjutkastning      | Toivo Hyytiäinen Finland                                                       | 71,26        | Per-Arne Berglund Sverige                                              | 70,06   | Ragnar Ericzon Sverige                                                   | 69,82   |
| Tiokamp            | Ignace Heinrich Frankrike                                                      | 7 009 (CR)   | Örn Clausen Island                                                     | 6 997   | Kjell Tånnander Sverige                                                  | 6 869   |

### Damer
| Gren           | Guld                                                               | Guld       | Silver                                                                                | Silver | Brons                                                                           | Brons |
| 100 meter      | Fanny Blankers-Koen Nederländerna                                  | 11,7 (CR)  | Jevgenia Setjenova Sovjetunionen                                                      | 12,3   | June Foulds Storbritannien                                                      | 12,4  |
| 200 meter      | Fanny Blankers-Koen Nederländerna                                  | 24,0       | Jevgenia Setjenova Sovjetunionen                                                      | 24,8   | Dorothy Hall Storbritannien                                                     | 25,0  |
| 80 meter häck  | Fanny Blankers-Koen Nederländerna                                  | 11,1 (CR)  | Maureen Dyson Storbritannien                                                          | 11,6   | Micheline Ostermeyer Frankrike                                                  | 11,7  |
| 4 x 100 meter  | Storbritannien: Eileen Hay Jean Desforges Dorothy Hall June Foulds | 47,4       | Nederländerna: Xenia Stad-de Jong Bertha Brouwer Grietjl de Jongh Fanny Blankers-Koen | 48,2   | Sovjetunionen: Jelena Gokieli Sofia Maltjina Sonja Duchovitj Jevgenia Setjenova | 49,4  |
| Höjdhopp       | Sheila Alexander Storbritannien                                    | 1,63       | Doroth Tyler Storbritannien                                                           | 1,63   | Galina Ganeker Sovjetunionen                                                    | 1,63  |
| Längdhopp      | Valentina Bogdanova Sovjetunionen                                  | 5,82       | Wilhelmina Lust Nederländerna                                                         | 5,63   | Maire Österdahl Finland                                                         | 5,57  |
| Kulstötning    | Anna Andrejeva Sovjetunionen                                       | 14,32 (CR) | Klavdia Totjenova Sovjetunionen                                                       | 13,92  | Micheline Ostermayer Frankrike                                                  | 13,37 |
| Diskuskastning | Nina Dumbadse Sovjetunionen                                        | 48,03 (CR) | Rimma Sjumskaja Sovjetunionen                                                         | 42,25  | Edera Cordiale Italien                                                          | 41,57 |
| Spjutkastning  | Natalia Smirnitskaja Sovjetunionen                                 | 47,55 (CR) | Herma Bauma Österrike                                                                 | 43,87  | Galina Sybina Sovjetunionen                                                     | 42,75 |

## Medaljfördelning
| Medaljfördelning |                 |      |        |       |        |
| Plats            | Land            | Guld | Silver | Brons | Totalt |
| 1                | Storbritannien  | 8    | 3      | 6     | 17     |
| 2                | Sovjetunionen   | 6    | 5      | 6     | 17     |
| 3                | Frankrike       | 4    | 8      | 3     | 15     |
| 4                | Nederländerna   | 4    | 3      | 1     | 8      |
| 5                | Italien         | 3    | 5      | 1     | 9      |
| 6                | Tjeckoslovakien | 3    | -      | 3     | 6      |
| 7                | Island          | 2    | 1      | -     | 3      |
| 8                | Sverige         | 1    | 4      | 7     | 12     |
| 9                | Finland         | 1    | 3      | 5     | 9      |
| 10               | Norge           | 1    | -      | -     | 1      |
|                  | Schweiz         | 1    | -      | -     | 1      |
| 12               | Jugoslavien     | -    | 1      | -     | 1      |
|                  | Österrike       | -    | 1      | -     | 1      |
| 14               | Belgien         | -    | -      | 1     | 1      |
|                  | Turkiet         | -    | -      | 1     | 1      |